# Re degli Orologi
Il Re degli Orologi (Clock King), noto anche come il Maniaco degli Orari, è il titolo utilizzato da due personaggi immaginari, supercriminali pubblicati dalla DC Comics. Il primo Re degli Orologi debuttò in World's Finest Comics n. 111 (agosto 1960), e fu creato da France Herron e Lee Elias.

## Storia di pubblicazione
Il Maniaco degli Orari fu originariamente un nemico di Freccia Verde, ma divenne più noto per le sue comparse in Justice League International e Suicide Squad, e nel successivo adattamento in Batman. Non possiede nessun superpotere o superabilità, a parte un acuto senso del tempo e dell'ordine. Maniaco degli Orari è uno stratega nato e a volte utilizza degli articoli ispirati agli orologi. Indossa una maschera a forma di orologio (spesso identificata come un paio di occhiali, le cui lenti sono due orologi), un mantello e un vestito blu con il disegno di un orologio (anche se ci fu un personaggio chiamato L'Orologio che comparve in Star-Spangled Comics n. 70 (luglio 1947) e combatté contro Robin, L'Orologio indossò un vestito d'affari blu, un cappello fedora arancione, occhiali e una cravatta rossa con l'immagine di un orologio).
Il Re degli Orologi fu un membro dei Terror Titans.

## Biografia del personaggio

### William Tockman
Nato William Tockman, il Re degli Orologi o il Maniaco degli Orari, era uno scienziato squilibrato con l'ossessione degli orologi, che passò i primi anni della sua vita a prendersi cura della sorella invalida. Un giorno venne a sapere ad una visita medica anche a lui non restavano più di sei mesi di vita. Disperato per il futuro della sorella, osservò i tempi della chiusura a tempo di una banca così da rapinarla, sperando che il denaro ricavato avesse potuto provvedere a sua sorella il giorno che se ne fosse andato. Il suo piano sarebbe andato perfettamente, se non avesse accidentalmente fatto scattare un allarme silenzioso e non fosse stato catturato da Freccia Verde.
Mentre si trovava in carcere, sua sorella morì da sola. In un'ulteriore orribile ironia, Tockman scoprì di non essere per niente un malato terminale; il suo medico scambiò accidentalmente i documenti con quelli di un altro paziente. Infuriato, evase, cercando futilmente di vendicarsi su Freccia Verde.
Il Maniaco degli Orari si unì alla Lega dell'ingiustizia di Major Disaster, che divenne poi la Justice League Antartica. La JLA incluse la Lanterna Verde G'Nort, che finì per salvare la vita dell'intera squadra. Come i suoi compatrioti, il Maniaco degli Orari divenne un ardente sostenitore di Maxwell Lord, in parte a causa del fatto che fu l'unico ad assumerli. Il gruppo si prese cura di lui persino quando Lord venne ferito da un colpo di pistola.
Successivamente, il Maniaco degli Orari guidò una sua squadra di criminali in una missione. Questo gruppo consisteva di Radiant, Sharpe, Acidia e Crackle. Non erano ben organizzati, così come non lo era la Lega dell'ingiustizia. Per esempio, Crackle viveva ancora con sua madre e doveva prendere l'autobus per raggiungere i luoghi dei combattimenti. In questo caso il luogo fu un negozio di giocattoli a Metropolis. Si ritrovarono a combattere contro le numerose incarnazioni dei Teen Titans, e degli eroi Booster Gold e Firehawk e dell'agente della DEO Cameron Chase. Un super effetto incerto da parte di Chase neutralizzò infine la squadra del Re che fu poi imprigionata. Lo stesso Maniaco degli Orari fuggì su un autobus.
Clock King fu anche arruolato da Amanda Waller nella Suicide Squad come spia in diverse missioni.
Clock King lasciata la Suicide Squad si recò a Central City con il compagno di squadra della Suicide Squad, Mirror Master (Samuel Joseph Scudder). Entrambi vennero sconfitti e catturati da Flash II (Barry Allen) e Green Arrow (Oliver Queen), recatosi a Central City per cercare notizie sulla sua nemesi Black Archer (Malcolm Merlyn).Clock King venne trasferito dalla prigione di Central City ad Arkham Asylum.
Il Maniaco degli Orari non si vide per un certo periodo dopo la Crisi infinita. In un numero di 52, un personaggio decise di uccidere tutti i viaggiatori temporali, e menzionò a qualcuno che "finirà come Time Commander e la Regina degli Orologi".
Durante Batman R.I.P, Clock King riuscì a fuggire alleandosi a Riddler, a Mad Hatter e a Scarecrow, ma vennero catturati e riportati ad Arkham dal nuovo Batman (Dick Grayson) e dal quarto Robin (Damian Wayne).

### Temple Fugate
(Temple Fugate in Batman)
Il Re degli Orologi comparve in Teen Titans n. 56 come capo di una squadra di eredi dei Teen Titans chiamati Terror Titans. In un'intervista con lo scrittore di Teen Titans Sean McKeever, egli descrisse questo Re degli Orologi come "...molto intelligente. Vede le cose in modo diverso dagli altri". Il suo costume è simile a quello indossato al Re degli Orologi visto in Batman, anche se con il disegno di un orologio sulla cravatta e sui risvolti. Dopo che questo gruppo sconfisse e catturò Kid Devil, il Re degli Orologi condizionò l'eroe perché fosse venduto come combattente ad un gruppo chiamato "Dark Side Club". Quindi, il Re degli Orologi portò i Titans alla sua base operativa, una dimensione al di fuori del tempo. Dopo aver sconfitto Robin, il criminale fu ostacolato da Ravager, che possedeva abilità pre-cognitive simile alle sue. Offrì a Ravager la possibilità di unirsi a lui, ma lei rifiutò. Il Re degli Orologi quindi rimosse i Titans dalla sua base e decise di muoversi su altri piani. Ravager infine riconsiderò la sua offerta. Nella miniserie Terror Titans, il Re degli Orologi si impadronì del Dark Side Club, e lo utilizzò per ipnotizzare i giovani metaumani, trasformandoli nella sua "Martyr Militia". Inviò i Militia ad attaccare la città di Los Angeles, per la sola ragione di divertirlo. Il piano del Re degli Orologi fu infine sventato da Miss Martian, che fingeva di essere una dei tanti metaumani catturati, e da Ravager, che lo attaccò e lo sconfisse, costringendolo a fuggire dalla sua base operativa.

## Poteri e abilità
William Tockman sin da bambino ha sempre praticato scherma, ciò lo rende un ottimo spadaccino. Inoltre è uno scienziato e un inventore, un abile informatico e un eccezionale meccanico.
William è anche un ottimo stratega e un esperto di spionaggio.

## Altri media

### Televisione
Batman 
La serie TV degli anni sessanta Batman vide il Maniaco degli Orari trasportato sul piccolo schermo dall'attore viennese Walter Slezak nell'episodio in due parti della seconda stagione "Il tempo è scaduto" e "Il misterioso signor Fabbri", mandati in onda il 12 e il 13 ottobre 1966 sulla rete televisiva statunitense ABC. L'episodio fu scritto dal creatore di Batman, Bill Finger, e da Charles Sinclair, su direzione di James Neilson. Nell'episodio, mascherato da artista pop, il Maniaco degli Orari tentò di derubare i quadri di una galleria d'arte surrealista correlata al tempo. Batman e Robin furono imprigionati all'interno di gigantesche clessidre, privati delle loro cinture multiuso, e lasciati ad affogare nella sabbia, poiché il criminale intendeva rubare la collezione di antichi orologi da tasca di Bruce Wayne (piano che permise al formidabile duo di evadere dalle loro trappole). Più avanti negli episodi, pianificò il furto di un potente orologio atomico. Questo Maniaco degli Orari indossava un mantello nero e un cappello a cilindro con un orologio all'interno. Aveva con sé molte armi tra cui l'"Olio da Orologio Super Scivoloso", "Gas K.O." e il "Suono Super Sonico".
 Batman, serie animata 
Nella serie animata Batman, il Re degli Orologi fu ricreato come Temple Fugate (ripreso dalla frase latina tempus fugit, ovvero "il tempo vola") che comparve per la prima volta nell'episodio "Il maniaco degli orari" e successivamente ritornò nell'episodio "Il dispositivo del tempo".
Nell'episodio "Il maniaco degli orari", Temple Fugate era il capo di uno studio sul moto del tempo che aveva fatto fruttare alla sua compagnia 20 milioni di dollari, ma che adesso venne costretto ad un risarcimento. Fugate è un uomo strano e solo, ossessionato dal tempo e dalla puntualità. Ogni suo momento è pre-pianificato su una lista di "cose da fare" scritte in blocchi precisi. Quando fu costretto dal sindaco Hamilton Hill, allora avvocato, a prendere un caffè più tardi del previsto, Fugate rifiutò inizialmente, poiché non voleva rovinare i suoi piani. Su insistenza di Hill, Fugate si concesse questa piccola pausa caffè, che portò ad una serie di sfortunati eventi. Giunse in ritardo al suo appuntamento in corte, e il suo appello fu respinto. Come risultato, Fugate si ritrovò in bancarotta. Fugate giurò vendetta su Hamilton Hill per averlo fatto arrivare in ritardo, soprattutto quando, in seguito, scoprì che lo studio legale di Hill rappresentava il querelante contro cui Fugate era in tribunale (anche se Hill sostenne di non avere nulla a che fare con ciò). Sette anni dopo, Fugate divenne il Re degli Orologi; utilizzando la sua acuta esperienza sull'elemento del tempo, si dedicò ad una vita di crimini e vendetta. Ora indossava un paio di occhiali, con le lancette sempre puntate sulle 3 esatte: forse come memento dell'ora in cui si prese la pausa che rovinò la sua vita. La sua arma principale è la sua memoria fotografica, la conoscenza del tempo e della puntualità, e un preciso senso del tempismo; la sua arma fisica principale è una spada forgiata nella forma di un orologio da polso che abbina ad un bastone da passeggio, e la sua abilità di spadaccino è così alta che nemmeno Batman da solo è in grado di sconfiggerlo in un combattimento singolo. Il suo primo tentativo di uccidere il sindaco Hill terminò in una battaglia climatica con Batman all'interno degli ingranaggi nella torre di un orologio, che Batman vinse manomettendo la sua spada simile ad un orologio da polso. Il macchinario collassò, e Fugate scomparì nella mischia mentre rideva maniacalmente. Si presunse che fosse morto, ma Batman ebbe i suoi dubbi, convinto che il Re degli Orologi era ancora vivo e in attesa di colpire di nuovo.
Nell'episodio "Il dispositivo del tempo", il dubbio di Batman si dimostrò vero, e Fugate infatti ritornò incolume, anche se il modo in cui si salvò dalla distruzione della torre dell'orologio rimase oscuro. Ora era armato di un dispositivo che utilizzava per rallentare o accelerare il tempo a suo piacimento. Questa volta, Fugate piantò una bomba nella dedica al Sindaco Hill nello nuovo tribunale, con il piano di farla esplodere uccidendo dozzine di persone. Batman e Robin, avendo saputo il segreto di Fugate dal Dottor Wakati, utilizzarono un dispositivo simile per rallentare l'esplosione della bomba al fine di gettarla nel fiume. Fugate, vedendo il suo piano fallire, tentò di fuggire, ma Robin lo catturò e distrusse il suo dispositivo, rendendolo incapace di scappare. Fu quindi catturato e portato, presumibilmente, alla prigione di Stonegate.
In entrambe le comparse, il Re degli Orologi vestì in un completo di tre pezzi e indossò una bombetta, con un orologio da tasca e un paio di occhiali riflettenti il quadro di un orologio. Anche senza super poteri, si dimostrò un formidabile avversario per Batman dopo aver studiato e imparato ogni sua mossa dalle notizie sui quotidiani.
 The Batman 
Un personaggio basato sul Re degli Orologi fece la sua comparsa come commesso in un negozio di orologi; fu inviato in prigione per aver rubato nel suo stesso negozio. Scoprì di poter mandare il tempo indietro e tentare di ottenere vendetta sulla società.
 Justice League Unlimited 
Nell'episodio "Task Force X", della serie animata Justice League Unlimited, il Re degli Orologi fu reclutato dal Progetto Cadmus per coordinare la missione e i suoi tempismi fino ai secondi. La puntualità della missione fu così importante che ai membri fu ordinato di andarsene senza aspettare i propri compagni se fossero stati in ritardo anche di un solo secondo.
La sua comparsa finale avvenne nell'episodio "Epilogo", implicando che divenne parte del piano di Amanda Waller nella creazione di Terry McGinnis, il Batman del futuro.
 Batman: The Brave and the Bold 
Il Re degli Orologi originale (William Tockman, qui rinominato Mago del Tempo) comparve nell'episodio "Rise of the Blue Beetle" della serie animata Batman: The Brave and the Bold. Qui, fu sconfitto da Batman e da Freccia Verde dopo che fuggirono alla sua trappola. Comparve poi nell'episodio "Day of the Dark Knight!", dove tentò di evadere da Iron Heights, ma venne di nuovo fermato da Batman e Freccia Verde. Una sua versione eroica comparve nell'episodio "Deep Cover for Batman!", ma fu messo fuori combattimento dal Sindacato dell'Ingiustizia. Il Re degli Orologi si alleò con Owlman e un'armata di super criminali in "Game Over for Owlman!". Ebbe anche un cammeo in "Mayhem for the Music Meister!", dove si unì a Black Manta e Gorilla Grodd per hackerare un satellite per le comunicazioni prima di cadere vittima dei poteri ipnotici di Music Meister. Come la sua versione originale dei fumetti, possiede numerose armi e molti gadget a forma di orologi, e indossa una versione modificata del costume originale. Per mantenere il tema degli orologi, gli furono affiancati due scagnozzi dal nome Tick e Tock.
 Arrow 
Il del Re degli Orologi, William Tockman, appare in un episodio della serie televisiva Arrow, il criminale viene sconfitto da Oliver Queen e dalla sua squadra. Il personaggio è stato interpretato da Robert Knepper.
 The Flash 
Il personaggio, sempre interpretato dall'attore Robert Knepper, appare in un episodio dello spin-off di Arrow, The Flash.

### Batman Adventures, fumetto
Il Re degli Orologi fece la sua comparsa anche nel fumetto del 2004 Batman Adventures. In questo numero, finalmente riuscì a vendicarsi di Hill imbrogliando le elezioni così da far risultare vincitore Oswald C. Cobblepot (il Pinguino).

### Giocattoli
Nel febbraio 2009, la Mattel mise in produzione un action figure tratta dalle serie Batman/Justice League Unlimited del Re degli Orologi nella linea di personaggi di Justice League Unlimited in un esclusivo pacco da quattro pupazzi insieme alle action figure di Bane, Harley Quinn e dello Spaventapasseri. Tutti e quattro i personaggi furono prodotti senza accessori.

### Videogiochi
Il Re degli Orologi è il boss finale del videogioco Batman: The Brave and The Bold - The Videogame.